# Bernd von der Marwitz

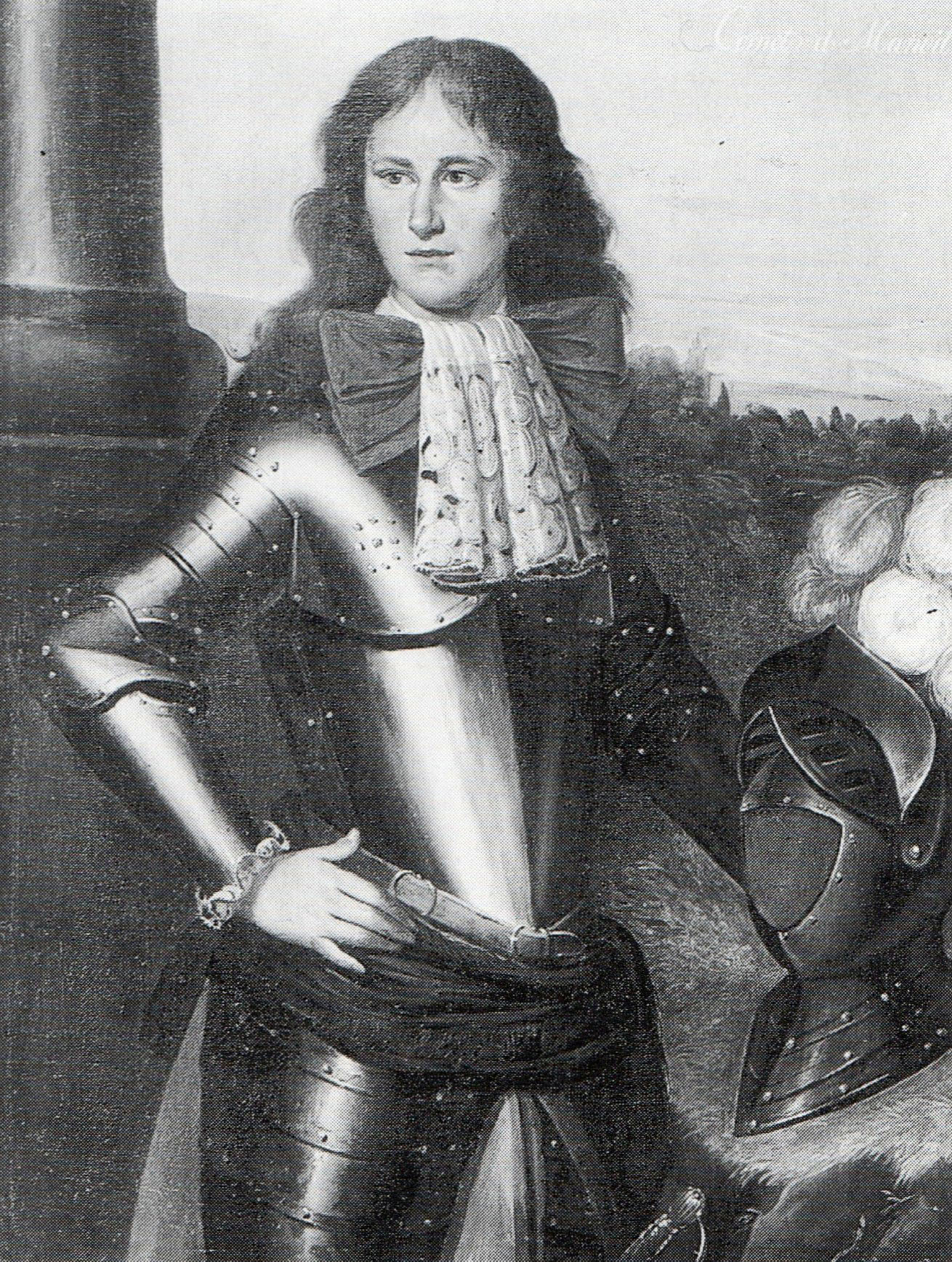
Bernd von der Marwitz als Kornett, Ölgemälde von 1681.

Bernd von der Marwitz (* 17. Juni 1661 in Leine im Landkreis Pyritz; † 5. September 1726 ebenda) war ein preußischer Generalmajor sowie Erbherr auf Leine.

## Leben

### Herkunft
Seine Eltern waren David von der Marwitz (* 26. September 1602; † 18. April 1672), Schlosshauptmann in Sonnenburg sowie Erbherr auf Bärfeld (Beerfeld) und Babbin, und dessen Ehefrau Anna Sophie, geborene von Wulffen (* 24. Oktober 1617; † 18. April 1675). Sie war eine verwitwete von Schapelow aus dem Haus Steinhöffel und Tochter von Adolf von Wulffen und Eva von Winterfeld. Der Generalmajor David von der Marwitz war sein Bruder.

### Militärkarriere
Marwitz ging 1676 als Musketier in das Regiment „Derflinger“. Während des Nordischen Krieges gegen Schweden nahm er an der Belagerung von Stettin teil, sowie an der Landung auf Rügen. Im Jahr 1684 wurde er Leutnant im Bataillon „Alt-Holstein“. Er nahm am Großen Türkenkrieg teil und kämpfte bei der Belagerung von Ofen, wo er bei einer Minenexplosion verschüttet wurde. Marwitz überlebte und wurde 1689 Hauptmann. Während des Pfälzischen Erbfolgekrieges von 1690 bis 1697 nahm er an den Kämpfen in den Niederlanden teil. Er kämpfte bei Steenkerke und war bei der Belagerung von Bonn, von Charleroy, Huy, Namur und Ath. Am 27. Januar 1696 wurde er zum Major sowie 1698 zum Oberistwachtmeister befördert.
Während des Spanischen Erbfolgekriegs kämpfte Marwitz von 1702 bis 1709 erneut in den Niederlanden. Dabei wurde er am 6. Dezember 1706 zum Oberst und Kommandeur des Bataillons „Graf Truchsess von Waldburg“ ernannt. Nach der Rückkehr der Truppen wurde er am 29. Februar 1712 Brigadier beim Bataillon „von Heyden“. Am 8. Februar 1714 erhielt er seine Demission als Generalmajor der Infanterie. Sein Nachfolger Hauptmann von Blixen musste ihm monatlich 20 Taler zeigen. Vom König erhielt er zudem den Orden De la Générosité. Er starb am 5. September 1726 auf dem Gut Leine.

### Familie
Er heiratete am 25. Oktober 1699 Katharina Margarethe von Rothenburg (* 26. September 1683; † 30. September 1738) aus dem Haus Pommerzig, Tochter des Rittmeisters Friedrich Wilhelm von Rothenburg († 1701). Das Paar hatte drei Söhne und eine Tochter:
- David Bernhard Wilhelm (* 1. Februar 1701)
- Christian Friedrich (* 2. Juni 1702; † 1772) ⚭ Louisa Helena Tugendreich von Sydow (* 17. November 1720; † 15. April 1757)
- Wilhelmina Sophia (* 9. Mai 1703; † 8. Dezember 1734) ⚭ 29. April 1722 Hans Wilhelm von Mörner Regierungsrat, Erbherr auf Dölzig, Zellin und Clossow
- Alexander Magnus (* 12. Juli 1706; † Jung)